# Agavaceae
Famille
Classification APG II (2003)
Classification APG III (2009)
Les Agavacées (Agavaceae) sont une famille de plantes monocotylédones, invalide dans la classification phylogénétique APG III (2009).
Ce sont des plantes acaules ou encore des arbres à rosettes que l'on retrouve dans les régions tropicales ou arides et particulièrement en Amérique. Dans cette famille, on trouve l'agave, le yucca et la tubéreuse.

## Étymologie
Le nom vient du genre type Agave, qui vient du grec αγαυος / agavos, « digne d'admiration ; noble ; magnifique ». Il pourrait s'agir d'une référence à Agavé, tante de Dionysos dans la mythologie grecque, qui a instauré le culte de ce dernier, lié au vin, par analogie avec la boisson alcoolisée fabriquée à partir de certaines espèces du genre.

## Utilisation
Parmi les agaves, Agave sisalana, originaire du Mexique, est cultivé dans la zone tropicale pour la production de la fibre appelée sisal qui était très utilisée pour la fabrication de ficelle en agriculture.
Au Mexique, le suc de certains agaves, fermenté puis distillé, sert à produire le mescal.

## Classification
Selon Watson et Dallwitz, il existe environ 400 espèces réparties en 9 genres :
- Agave, Beschorneria, Furcraea, Hesperaloe, Littaea, Manfreda, Polianthes, Prochnyanthes, Yucca.

La classification phylogénétique APG (1998) place cette famille dans l'ordre des Asparagales, directement rattaché au groupe des monocotylédones.
En classification phylogénétique APG II (2003), cette famille est optionnelle et ces plantes peuvent être aussi assignées à la famille des Asparagaceae. À la famille des Agavacées, la révision 2003 de la classification phylogénétique rajoute les espèces issues des Anemarrhenaceae, Anthericaceae, Behniaceae, Herreriaceae, Hesperocallidaceae, le genre Camassia de la famille des Hyacinthaceae et les Hostaceae (genre Hosta).
Angiosperm Phylogeny Website (26 avr. 2010) n'accepte plus cette famille, mais la transforme en sous-famille des Agavoideae.
En classification phylogénétique APG III (2009), cette famille est invalide et ses genres sont incorporés dans la famille des Asparagaceae, sous-famille des Agavoideae.